# Santos no Anglicanismo

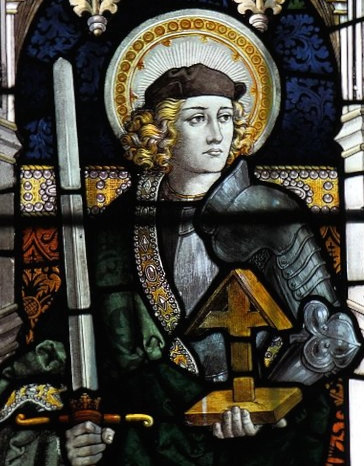
São Albano.

A palavra santo deriva do latim sanctus, que significa santo, e há muito tempo é usada no Cristianismo para se referir a uma pessoa que foi reconhecida como tendo vivido uma vida santa e sendo um exemplo e modelo para outros cristãos. A partir do século X, a Igreja passou a centralizar e formalizar o processo de reconhecimento dos santos; o processo pelo qual um indivíduo era adicionado ao cânone (lista) de santos reconhecidos ficou conhecido como canonização.
Os santos que foram canonizados quando a Igreja da Inglaterra estava em comunhão com Roma em geral continuaram a ser reconhecidos como santos após a Reforma Inglesa no século XVI.
Desde a separação com Roma, a Igreja da Inglaterra às vezes usa a palavra herói ou heroína para reconhecer aquelas pessoas sagradas que o sínodo da igreja ou uma igreja individual elogia como tendo tido uma benevolência especial. Ele considera esses termos mudos uma reversão a uma doutrina mais simples e cautelosa que enfatiza o empoderamento ( subsidiariedade ) a todos os membros e componentes da igreja.
As províncias da Comunhão Anglicana, portanto, comemoram muitos dos santos no Calendário Romano Geral, muitas vezes nos mesmos dias.
Em alguns casos, os calendários anglicanos mantiveram dias comemorativos anteriores a 1954 que a Igreja Católica Romana desde então mudou ou aboliu.

## Cristianismo primitivo
Como a Igreja Católica Romana, a Comunhão Anglicana tem dias santos especiais em honra a Jesus Cristo, a Santíssima Virgem Maria e os Apóstolos. Muitas das igrejas paroquiais na Comunhão têm os nomes Igreja de Cristo e Santa Maria, a Virgem. O mesmo pode ser dito dos quatro grandes patronos da Grã-Bretanha e Irlanda, São Jorge (Inglaterra), São Davi (País de Gales), São Patrício (Irlanda) e Santo André (Escócia).

## Santos Ingleses
Os santos ingleses e locais costumam ser enfatizados e há diferenças entre os calendários das províncias. O rei Carlos I da Inglaterra é a única pessoa tratada como um novo santo por alguns anglicanos após a Reforma Inglesa, após a qual ele foi referido como um mártir e incluído brevemente em um calendário do Livro de Oração Comum.Esta canonização, entretanto, não é considerada nem universal nem oficial na Comunhão Anglicana em todo o mundo, e muitas Igrejas nacionais o listam como um mártir e não um Santo, ou nenhum dos dois.